# 在モルディブパキスタン高等弁務官事務所
在モルディブパキスタン高等弁務官事務所（ウルドゥー語: مالدیپ میں پاکستان کا ہائی کمیشن、英語: High Commission of Pakistan in Maldives）は、パキスタンがモルディブの首都マレに設置している高等弁務官事務所である。

## 沿革
1966年7月26日にパキスタンとモルディブの外交関係が樹立される。その後、マレに高等弁務官事務所が開設された。
この公館は、モルディブが英連邦から離脱した2016年10月から2020年2月まで、在モルディブパキスタン大使館（ウルドゥー語: مالدیپ میں پاکستان کا سفارت خانہ、英語: Embassy of Pakistan in Maldives）と呼ばれていた。
モルディブが英連邦の共和国としての地位に復帰した2020年2月1日、この在外公館はパキスタン高等弁務官事務所に戻った。

## 所在地
G. Helengeli, Lily Magu, Malé 20130

## 大使・高等弁務官
2018年3月20日から特命全権大使を務めていたワスィーム・アクラム海軍中将が、2020年2月1日より高等弁務官を務めている。
アクラム中将の前任者セイイェド・ハーワル・アリー・シャーも海軍中将である。